# بداية العابد وكفاية الزاهد
بداية العابد وكفاية الزاهد كتاب في فقه العبادات دونه العلامة عبد الرحمن بن عبد الله البعلي على مذهب الإمام أحمد بن حنبل، ويعد مؤلف هذا المتن والشرح من علماء المذهب الحنبلي الذين عرفوا بجودة تحرير العبارة، وحسن التنقيح فيما يؤلفه ويشرحه 

وقد اقتصر المؤلف في هذا الملخص على باب العبادات في المذهب الحنبلي فاشتمل على باب الطهارة والصلاة والجنائز والزكاة والصيام والحج وأخيرًا باب الجهاد.

## شروحه
- بلوغ القاصد جل المقاصد لشرح بداية العابد وكفاية الزاهد : عبد الرحمن البعلي.
- شرح بداية العابد وكفاية الزاهد: أحمد بن ناصر القعيمي.[2]
- كفاية القاصد بشرح بداية العابد: صالح الأسمري.[3]
- منية الساجد بشرح بداية العابد وكفاية الزاهد: أنس بن عادل اليتامى، وعبد العزيز بن عدنان العيدان.[4]

## وصلات خارجية
بداية العابد وكفاية الزاهد على موقع المكتبة المفتوحة (الإنجليزية)